# Слободян, Роман
Роман Слободян (1 января 1975, Потсдам) — немецкий шахматист, гроссмейстер (1996). Чемпион мира по шахматам среди юниоров (1995).

## Карьера
Правилам игры его научил отец, когда Роману было шесть лет. В 1990 и 1992 выиграл Чемпионат Германии по шахматам среди юниоров, а в 1995 году выиграл Чемпионат мира по шахматам среди юниоров в Галле. На чемпионате Германии по шахматам 1995 года в Бинце после девяти раундов делил первое место, но в итоге не смог завоевать титул. В том же году стал в Альтенштайге победителем турнира 4. Credis IM-Jugendturnier Altensteig '95.
В 1996 году стал гроссмейстером.
В 1997 году принял участие в первом чемпионате мира, проходившем по олимпийской системе, в Гронингене, обыграв в первом раунде Петера Леко, но проиграв во втором. Разделил первое место на Открытом турнире Арко в 1998. Выиграл турниры в Берлине и Липпштадте в 1999 году. В 1999 году занял четвертое место на чемпионате Германии по шахматам в Альтенкирхене. Играл за клубы шахматной Бундеслиги «USC Magdeburg», «Schachfreunde Neuköln», «SC Bann», «TSV Bindlach» и «ESV Nickelhütte Aue», а также за французский шахматный клуб «Bischwiller».

## Изменения рейтинга
| График не отображается по техническим причинам. Чтобы исправить это, воспроизведите график в новом формате, если это возможно. |